# 리히터스빌역
리히터스빌역(독일어: Bahnhof Richterswil)은 스위스 취리히주 리히터스빌 지자체에 서비스를 제공 하는 기차역이다. 스위스 연방 철도가 소유 및 운영하며, 취리히호 좌안선의 일부를 형성한다. 이 역은 취리히호 해운(ZSG) 페리터미널 남쪽에서 가까운 취리히 호수 기슭에 있는 시내 중심가의 남동쪽 가장자리에 있다.
역 건물은 스위스 국가 중요 문화재 목록(A급)에 등록되어 있다.

## 역사
역은 1875년에 개업했으며, 취리히 HB의 나머지 부분과 함께 취리히호 좌안선의 치겔브뤼케 구간이 개통되었다.

## 시설
역에는 한 쌍의 측면 플랫폼이 있는 두 개의 선로가 있다. 역 건물은 1번 선로 옆에 있는 역의 육지 쪽 플랫폼에 있다. 두 플랫폼 모두 육지 쪽의 도심과 호수 쪽의 ZSG 터미널과 연결되는 보행자 지하철로 연결된다.

## 운행편

### 취리히 S-반
이 역은 스위스 연방 철도에서 운영하는 취리히 S-반의 다음 노선이 운행된다.
- S2 취리히 플루크하펜 – 외를리콘 – 취리히 HB – 탈빌 – 페피콘 SZ – 치겔브뤼케 (– 운터테르첸)
- S8 빈터투어 – 발리젤렌 – 외를리콘 – 취리히 HB – 탈빌 – 페피콘 SZ (– 치겔브뤼케)

두 서비스는 각각 하루 30분마다 운영되며 취리히를 오가는 시간당 4대의 열차를 제공하며 30분에서 40분 사이의 여행 시간을 제공한다.

### 버스 서비스
3개의 치머베르크버스 노선이 히리터스빌에서 정차한다.
| 노선 | 경로                                    |
| ---- | --------------------------------------- |
| 170  | 리히터스빌 ZH – 부르크할덴 – 잠슈타게른 |
| 175  | 리히터스빌 ZH – 오스벨들리              |
| 176  | 리히터스빌 ZH – 루스                    |

## 같이 보기
- 스위스의 철도